# Port-Mort
Port-Mort település Franciaországban, Eure megyében. Lakosainak száma 891 fő (2022. január 1.). Port-Mort Bouafles, Courcelles-sur-Seine, Gaillon, Hennezis, Notre-Dame-de-l’Isle és Saint-Pierre-la-Garenne községekkel határos.

## Népesség
A település népességének változása:
| Lakosok száma | 431  | 672  | 839  | 1008 | 937  | 936  | 931  | 909  | 903  | 891  |
|               | 1968 | 1982 | 1990 | 2006 | 2013 | 2015 | 2017 | 2019 | 2020 | 2022 |